# فص جداري

فصوص الدماغ:
الفص الصدغي
الفص القذالي
الفص الجداري
الفص الجبهي

الفص الجداري (بالإنجليزية: Parietal lobe)‏ فص من فصوص الدماغ يقع أمام وفوق الفص القذالي وخلف الفص الجبهي. يدمج الفص الجداري المعلومات الحسية بأنواعها المتعددة، بما في ذلك الإحساس المكاني والملاحة (استقبال الحس العميق)، وهو المنطقة المستقبلة الحسية الرئيسة للإحساس باللمس في القشرة الحسية التي تقع خلف التلم المركزي في التلفيف خلف المركزي، ويعد التيار الظهري للنظام البصري. المستقبلات الحسية الرئيسة في الجلد (اللمس، ودرجة الحرارة، والألم)، تنتقل عبر المهاد (أو الثلاموس) إلى الفص الجداري.
تعَد العديد من المناطق في الفص الجداري مهمة في معالجة اللغة. يمكن رسم القشرة الحسية الجسدية على شكل مشوه ويسمى هذا الشكل بانيسان القشرة بالإنجليزية ((cortical   homunculus (باللاتينية homunculus أي «الرجل الصغير»)، التي تُرسم فيها أجزاء الجسم وفقًا لمقدار القشرة الحسية الجسدية المخصصة لها. يعَد الفصيص الجداري العلوي والفصيص الجداري السفلي المنطقتين الرئيستين للوعي الجسدي أو المكاني. يؤدي الضرر في الفص الجداري الأيمن العلوي أو السفلي إلى إهمال حيزي نصفي.
يأتي الاسم من العظم الجداري الذي يحمل اسم «paries اللاتينية»، ويعني «الجدار».

## التركيب
الفص الجداري محدد بثلاثة حدود تشريحية: يفصل التلم المركزي الفص الجداري عن الفص الأمامي. يفصل التلم الجداري القذالي بين الفصين الجداري والقذالي. التلم الجانبي (شق سلفيان) هو أكثر الحدود جانبيةً، ويفصله عن الفص الصدغي، ويقسم الشقُ الطولي الدماغَ إلى نصفين. داخل كل نصف، توجد القشرة الحسية الجسدية التي تمثل منطقة الجلد على الجزء المعاكس من الجسم.
في الجزء الأمامي من الفص الجداري، مباشرة خلف التلم المركزي، يقع التلفيف خلف مركزي (منطقة برودمان 3)، وهو المنطقة القشرية الحسية الجسدية الأولية. يفصلها عن [القشرة الجدارية الخلفية] التلم خلف مركزي.
يمكن تقسيم القشرة الجدارية الخلفية إلى الفصيص الجداري العلوي (مناطق برودمان 5 + 7) والفصيص الجداري السفلي (39 + 40)، مفصولة بالتلم داخل الفص الجداري (IPS). يعد التلم داخل الفص الجداري والتلفيفات المجاورة أجزاء ضرورية في توجيه حركة الأطراف مع العين، وتُقسم -استنادًا إلى الاختلافات الهيكلية الوظيفية- إلى منطقة وسطية (إم آي بي) (MIP) وجانبية (إل آي بي) (LIP) وبطنية (في آي بي) (VIP) ومنطقة أمامية (إيه آي بي) (AIP).

## الوظيفة
وظائف القشرية من الفص الجداري هي:
- تمييز النقطتين

من خلال اللمس وحده دون أي مساعدات حسية أخرى (بصرية مثلًا).
- حس الأخاطيط: التعرف على الكتابة على الجلد عن طريق اللمس وحده.
- تحديد موقع اللمس (تحفيز ثنائي متزامن).

يلعب الفص الجداري دورًا مهمًا في دمج المعلومات الحسية من أجزاء مختلفة من الجسم، ومعرفة الأرقام وعلاقاتها، والتلاعب بالأشياء. تشمل وظيفتها أيضًا معالجة المعلومات المتعلقة بالإحساس باللمس. وتشارك أجزاء من الفص الجداري مع معالجة المعلومات البصرية الموضعية. على الرغم من كون القشرة الخلفية الجدارية متعددة الحواس، غالبًا ما يشير إليها علماء الرؤية على أنها التيار الظهري للرؤية (يقع التيار البطني في الفص الصدغي). سُميّ هذا التيار الظهري على حد سواء بتيار «أين» (كما في الرؤية المكانية) وتيار «كيف» (كما في الرؤية للعمل). تستقبل القشرة الجدارية الخلفية (بي بي سي) (PPC) المدخلات الحسية الجسدية والبصرية التي تتحكم بعد ذلك -من خلال إشارات الحركة العصبية- في حركة الذراع واليد والعينين.
وجدت دراسات مختلفة في التسعينيات أن مناطق مختلفة من القشرة الجدارية الخلفية في قرود المكاك تمثل أجزاء مختلفة من الفضاء.
- تحتوي المنطقة داخل الجدارية الجانبية (إل آي بي) (LIP) على خريطة للخلايا العصبية (مخططة بواسطة الشبكية عندما تكون العينان ثابتة) تمثل بروز المواقع المكانية، والانتباه إلى هذه المواقع المكانية. يمكن استخدامه بواسطة نظام الحركة العينية لاستهداف حركات العين.[9]
- تستقبل المنطقة داخل الجدارية البطنية (في آي بي) (VIP) المعلومات من عدد من الحواس (البصرية، والحسية الجسدية، والسمعية، والدهليزية).[10] تمثل الخلايا العصبية ذات القدرة على الاستقبال عن طريق اللمس الفضاءَ في إطار مرجعي محوره الرأس. وتمثل الخلايا ذات القدرة على الاستقبال المرئي كذلك بإطارات مرجعية محورها الرأس، لكن أيضًا بإحداثيات محورها العين.[11]
- ترمز الخلايا العصبية الموجودة داخل المنطقة الوسطى (إم آي بي) (MIP) إلى موقع الهدف المراد الوصول إليه في الإحداثيات المعتمدة على موقع الأنف.[12]
- تحتوي المنطقة داخل الجدارية الأمامية (إيه آي بي) (AIP) على خلايا عصبية تستجيب لشكل الأجسام المراد فهمها وحجمها واتجاهها، ولتلاعب الأيدي بها أيضًا، معطية تحفيزات لتفحصها وتذكرها على حد سواء. يحتوي إيه آي بي AIP على خلايا عصبية مسؤولة عن استيعاب الأشياء ومعالجتها من خلال المدخلات الحركية والبصرية. كل من المنطقة الداخل جدارية الأمامية والمنطقة قبل الحركية الأمامية البطنية مسؤولتان عن التحولات الحركية المرئية إلى حركات لليد.[13]

أظهرت الدراسات الحديثة على الرنين المغناطيسي الوظيفي أن البشر لديهم مناطق وظيفية متشابهة داخل التلم داخل الجداري والملتقى الجداري القذالي وحولهما. يبدو أيضًا أن «مستوى النظر الجداري» و «منطقة الوصول الجدارية»، أي ما يعادل المنطقة داخل الجدارية الجانبية والوسطى في القرد، تُنطم أيضًا في إحداثيات محورها مستوى التحديق فيعاد تعيين نشاطهما المرتبط بالهدف عندما تتحرك العينان. تلعب كل من النظم الجدارية اليمنى واليسرى دوراً مهما في السمو الذاتي، وهي السمة الشخصية التي تقيس ميلان الشخص للروحانية.